# Sefrou (provins)
Sefrou (arabiska: إقليم صفرو, franska: Province de Sefrou) är en provins i Marocko.   Den ligger i regionen Fès-Meknès, i den nordöstra delen av landet, 200 km öster om huvudstaden Rabat. Antalet invånare är 259 577.